# Corbeau News Centrafrique
Corbeau News Centrafrique es una agencia de noticias en idioma francés dirigido al público de la República Centroafricana y al del África francófona.

## Descripción
El sitio web fue creado en junio de 2014 por Alain Nzilo, periodista de la República Centroafricana. El sitio emplea a varios reporteros en diferentes provincias del país. El sitio se ha destacado por su sentimiento antirruso y ha informado varias veces sobre la presencia y actividades de mercenarios rusos en la segunda guerra civil centroafricana. La embajada rusa en el país ha calificado la emisora de "propaganda antirrusa". En febrero de 2021, el sitio fue bloqueado por el gobierno centroafricano. Según se informa, el propietario del sitio ha sido contactado por paramilitares rusos con el objetivo de cambiar sus políticas editoriales.